# Lago del Zött
Der Lago del Zött (auch Zöt oder Zot) ist ein Speicherbecken im Norden des Schweizer Kantons Tessin. Der Stausee hat einen Gesamtinhalt von 1,65 Mio. Kubikmetern. Bei Vollstau liegt die Seeoberfläche auf 1940 m ü. M. Hydraulisch verbunden ist der See mit dem Lago di Robièi, dessen Stauziel auf gleicher Höhe liegt. Die Staumauer hat eine Höhe von 34 m und wurde 1967 von der Maggia Kraftwerke AG erbaut.

## Zugang

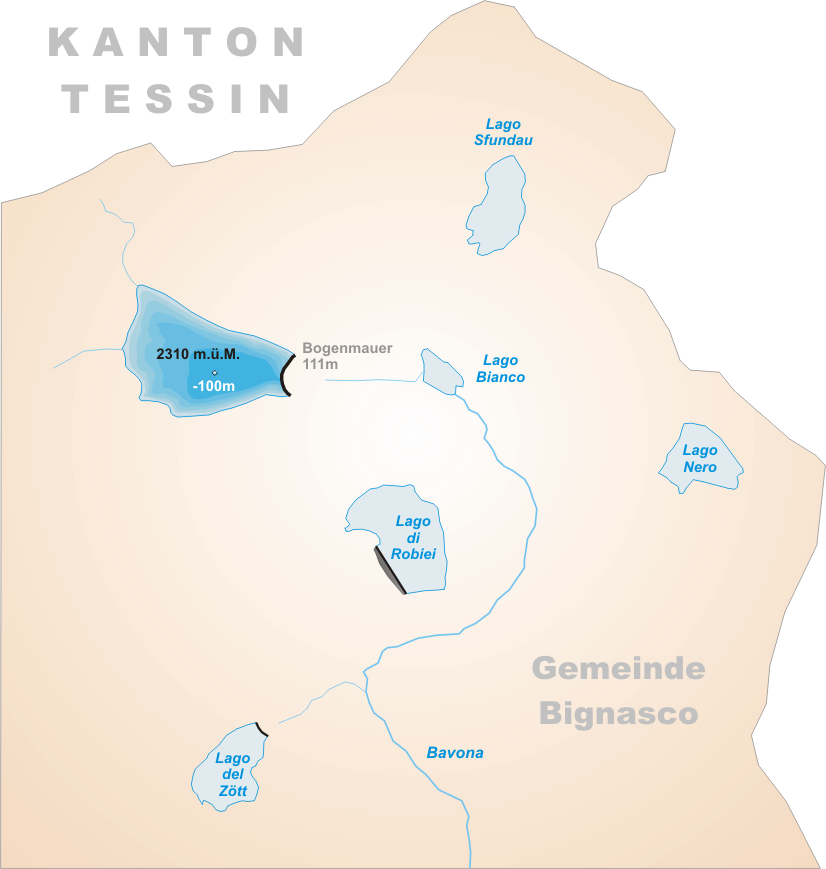
Lage des Lago del Zött und anderer Seen in der Gemeinde Bignasco

Den See erreicht man durch das Maggiatal bis zur Ortschaft Bignasco. Von dort fährt man nach San Carlo im Bavonatal. Von San Carlo überwindet eine Luftseilbahn ca. 900 Höhenmeter bis zum Stausee. In der nahen Umgebung liegen die Stauseen Lago dei Cavagnöö und Lago di Robièi.